# أحمد المليفي
د. أحمد عبد المحسن تركي المليفي (20 يونيو 1956 -)، وزير كويتي سابق.

## سيرة شخصية
خريج جامعة الكويت كلية الحقوق والشريعة سنة 1981 كذلك يحمل ماجستير في القانون من الولايات المتحدة الأمريكية سنة 1984، حاصل على الدكتوراة في القانون، محامي سابق وعضو مجلس الأمة الكويتي 1996 وحتى مجلس مجلس الأمة الكويتي 1999 (لم يفز في انتخابات 1999) ثم عاد إلى المجلس مرة أخرى في انتخابات مجلس الأمة الكويتي 2003 وانتخابات مجلس مجلس الأمة الكويتي 2006 وانتخابات مجلس الأمة الكويتي 2008.

## المناصب
- مراقب الإدارة القانونية في ديوان الموظفين 1981 - 1985.
- رئيس القسم القانوني في مجلس الأمة 1985 - 1986.
- رئيس مكتب التحقيقات في سوق الكويت للأوراق المالية 1986 - 1987.
- محامي خلال الفترة من 1987 لغاية عام 1990.
- محامي ومدير الإدارة القانونية في بيت التمويل الكويتي من 1990 - 1996.
- عضو مجلس الأمة 1996 بحصوله على عدد 1236 صوت «المركز الثاني».
- رئيس اللجنة التشريعية بمجلس الأمة بدور الانعقاد الأول.
- رئيس لجنة التحقيق في ظاهرة تفشي المخدرات بمجلس الأمة 1996.
- عضو لجنة المناقصات المركزية من عام 1999 لغاية عام 2001.
- محامي من سنة 1999 لغاية سنة 2003.
- عضو مجلس الأمة 2003 بحصوله على عدد 2190 صوت «المركز الأول».
- عضو اللجنة التشريعية لمجلس الأمة في الفصل التشريعي العاشر لدور الانعقاد الثالث.
- رئيس لجنة حماية المال العام في الفصل التشريعي العاشر لدور الانعقاد الثالث.
- عضو لجنة المرافق العامة للفصل التشريعي العاشر لدور الانعقاد الرابع.
- نائب رئيس مجلس إدارة جمعية الشفافية الكويتية 2005 حتى الآن.
- عضو مجلس الأمة 2006 بحصوله على عدد 5160 صوت «المركز الثاني».
- رئيس لجنة الأموال العامة في الفصل التشريعي الحادي عشر دور الانعقاد الأول.
- لجنة الشئون التشريعية والقانونية في الفصل التشريعي الحادي عشر دور الانعقاد الأول.
- عضو مجلس الامة 2008 بحصوله على عدد 6948 صوت - المركز السادس - الدائرة الثالثة.
- رئيس لجنة حماية المال العام - الفصل التشريعي الثاني عشر- دور الانعقاد الأول.
- عضو اللجنة التشريعية لمجلس الأمة - الفصل التشريعي الثاني عشر- دور الانعقاد الأول.
- عضو لجنة حماية المال العام - الفصل التشريعي الثاني عشر - دور الانعقاد الثاني.
- وزير التربية والتعليم العالي 2011، ثم وزيرًا للعدل ووزيرًا للتربية والتعليم العالي من 13 ديسمبر 2011.[1]

## مواقفه في مجلس الأمة
| الكتل                                                                          | محافظ مستقل               |
| اللجان                                                                         | التشريعية - حماية الأموال |
| قانون صندوق المعسرين                                                           | موافق                     |
| الموازنة العامة للدولة                                                         | ممتنع                     |
| قانون ضمان الودائع البنكية                                                     | مؤيد                      |
| إعادة تشكيل اللجان المؤقتة                                                     | موافق                     |
| تقرير اللجنة المالية الرافض لإقامة الدواوين                                    | موافق                     |
| مقترح الحركة الدستورية الإسلامية في التحقيق في الشراكة مع داو والمصفاة الرابعة | غير موافق                 |
| التحقيق في عمل فريق الإزالات                                                   | غير موجود                 |
| مقترح اللجنة الثلاثية في التحقيق في داو والمصفاة الرابعة                       | موافق                     |